# ベイヤード・テイラー
ベイヤード・テイラー（Bayard Taylor, 1825年1月11日 - 1878年12月19日）は、19世紀に欧米で活躍した詩人。「19世紀世界旅行百科」を作り上げた人物。作家でもあった。ベイヤード・テイラーの作った「19世紀世界旅行百科」は全2巻であった。